# Herculesje
Het herculesje (Selenia dentaria) is een vlinder uit de familie van de spanners (Geometridae). De spanwijdte bedraagt tussen de 28 en 40 millimeter.
De vliegtijd van het herculesje loopt van april tot en met augustus. Veel verschillende loofbomen en struiken worden als waardplant gebruikt door de rupsen. Voorbeelden zijn berk, els, wilg, prunus, struikhei en braam. De rupsen zijn door hun grote gelijkenis met een takje goed gecamoufleerd.
De vlinder komt voor van Noord-Europa via Noord-Azië tot is Oost-Azië. In Nederland en België is het boven zandgronden een algemene vlinder.
Een gelijkende soort is de halvemaanvlinder.